# Coppa Intertoto UEFA 2004
La Coppa Intertoto UEFA 2004 vede vincitrici il Lilla, lo Schalke 04 e il Villarreal, le quali accedono alla Coppa UEFA 2004-2005.

## Primo turno
Andata 19 e 20 giugno, ritorno 26 e 27 giugno.
| Squadra 1        | Totale    | Squadra 2               | Andata | Ritorno |
| ---------------- | --------- | ----------------------- | ------ | ------- |
| Hibernians       | 2-4       | Slaven Belupo           | 2-1    | 0-3     |
| Aberystwyth Town | 0-4       | Dinaburg                | 0-0    | 0-4     |
| Esbjerg          | 7-1       | NSÍ Runavík             | 3-1    | 4-0     |
| Ethnikos Achnas  | 2-10      | Vardar                  | 1-5    | 1-5     |
| Sopron           | 2-3       | Teplice                 | 1-0    | 1-3     |
| Spartak Trnava   | 4-4 (gfc) | Debrecen                | 3-0    | 1-4     |
| Publikum Celje   | 2-2 (gfc) | Sloboda Tuzla           | 2-1    | 0-1     |
| Cork City        | 4-1       | Malmö FF                | 3-1    | 1-0     |
| Vėtra            | 4-0       | Trans Narva             | 3-0    | 1-0     |
| Odense           | 7-0       | Ballymena Utd           | 0-0    | 7-0     |
| Vllaznia         | 4-2       | Hapoel Be'er Sheva      | 1-2    | 3-0     |
| Sant Julià       | 0-11      | Smederevo               | 0-8    | 0-3     |
| Bregenz          | 1-5       | Xazar Universiteti Baki | 0-3    | 1-2     |
| Gent             | 3-1       | Fylkir                  | 2-1    | 1-0     |
| Odra             | 1-2       | Dinamo Minsk            | 1-0    | 0-2     |
| Teuta            | 0-4       | ZTS Dubnica             | 0-0    | 0-4     |
| MyPa             | 3-4       | Tescoma Zlín            | 1-1    | 2-3     |
| Marek Dupnica    | 2-0       | Dila Gori               | 0-0    | 2-0     |
| Spartak Mosca    | 2-1       | Atlantas                | 2-0    | 0-1     |
| Thun             | 2-0       | Gloria Bistrița         | 2-0    | 0-0     |
| Grevenmacher     | 1-1 (gfc) | Tampere Utd             | 1-1    | 0-0     |

## Secondo turno
Andata 3 e 4 luglio, ritorno 10 and 11 luglio.
| Squadra 1      | Totale | Squadra 2               | Andata | Ritorno       |
| -------------- | ------ | ----------------------- | ------ | ------------- |
| Odense         | 0-5    | Villarreal              | 0-3    | 0-2           |
| Teplice        | 1-4    | Šinnik                  | 1-2    | 0-2           |
| ZTS Dubnica    | 1-7    | Slovan Liberec          | 1-2    | 0-5           |
| Westerlo       | 0-3    | Tescoma Zlín            | 0-0    | 0-3           |
| Hibernian      | 1-2    | Vėtra                   | 1-1    | 0-1           |
| Spartak Mosca  | 5-1    | Kamen Ingrad            | 4-1    | 1-0           |
| Spartak Trnava | 3-1    | Sloboda Tuzla           | 2-1    | 1-0           |
| Vardar         | 1-1    | Gent                    | 1-0    | 0-1 (4-3 dcr) |
| Slaven Belupo  | 2-1    | Vllaznia                | 2-0    | 0-1           |
| N.E.C.         | 0-1    | Cork City               | 0-0    | 0-1           |
| Esbjerg        | 2-1    | Nizza                   | 1-0    | 1-1           |
| Wolfsburg      | 3-7    | Thun                    | 2-3    | 1-4           |
| OFK Belgrado   | 5-1    | Dinaburg                | 3-1    | 2-0           |
| Genk           | 5-1    | Marek Dupnica           | 2-1    | 3-0           |
| Tampere Utd    | 3-1    | Xazar Universiteti Baki | 3-0    | 0-1           |
| Dinamo Minsk   | 4-3    | Smederevo               | 1-2    | 3-1 (dts)     |

## Terzo turno
Andata 17 e 18 luglio, ritorno 24 luglio.
| Squadra 1      | Totale    | Squadra 2         | Andata | Ritorno   |
| -------------- | --------- | ----------------- | ------ | --------- |
| Genk           | 2-2 (gfc) | Borussia Dortmund | 0-1    | 2-1       |
| Thun           | 3-5       | Amburgo           | 2-2    | 1-3       |
| Šinnik         | 2-6       | União Leiria      | 1-4    | 1-2       |
| Schalke 04     | 7-1       | Vardar            | 5-0    | 2-1       |
| Slovan Liberec | 2-1       | Roda JC           | 1-0    | 1-1 (dts) |
| Lilla          | 4-3       | Dinamo Minsk      | 2-1    | 2-2       |
| Slaven Belupo  | 2-2 (gfc) | Spartak Trnava    | 0-0    | 2-2       |
| Tescoma Zlín   | 4-4 (gfc) | Atlético Madrid   | 2-4    | 2-0       |
| Villarreal     | 3-2       | Spartak Mosca     | 1-0    | 2-2       |
| Vėtra          | 1-5       | Esbjerg           | 1-1    | 0-4       |
| Nantes         | 4-2       | Cork City         | 3-1    | 1-1       |
| Tampere Utd    | 0-1       | OFK Belgrado      | 0-0    | 0-1       |

## Semifinali
Andata 28 luglio, ritorno 3 e 4 agosto.
| Squadra 1      | Totale    | Squadra 2       | Andata | Ritorno |
| -------------- | --------- | --------------- | ------ | ------- |
| Esbjerg        | 1-6       | Schalke 04      | 1-3    | 0-3     |
| OFK Belgrado   | 1-5       | Atlético Madrid | 1-3    | 0-2     |
| Genk           | 0-2       | União Leiria    | 0-0    | 0-2     |
| Villarreal     | 2-0       | Amburgo         | 1-0    | 1-0     |
| Lilla          | 4-1       | Slaven Belupo   | 3-0    | 1-1     |
| Slovan Liberec | 2-2 (gfc) | Nantes          | 1-0    | 1-2     |

## Finali
Andata 10 agosto, ritorno 24 agosto.
| Squadra 1  | Totale | Squadra 2       | Andata | Ritorno       |
| ---------- | ------ | --------------- | ------ | ------------- |
| Lilla      | 2-0    | União Leiria    | 0-0    | 2-0 (dts)     |
| Schalke 04 | 3-1    | Slovan Liberec  | 2-1    | 1-0           |
| Villarreal | 2-2    | Atlético Madrid | 2-0    | 0-2 (3-1 dcr) |